# Sven Alin
Sven Ephraim Alin, född 27 maj 1881, död 26 juli 1966, var en svensk militär. Han var son till prästen och psalmdiktaren Svante Alin och Emilie Egnell.
Alin blev underlöjtnant vid fortifikationen 1901, löjtnant 1904, kapten 1910, major 1921, överste 1932 samt var generalmajor och inspektör för ingenjörtrupperna 1937–1941. Han tjänstgjorde 1921 vid de franska och nederländska arméerna, var 1928–1931 chef för Bodens ingenjörskår och 1931–1934 för Svea ingenjörkår. 1934–1937 var han chef för fortifikationsstaben. Alin tjänstgjorde i Finland 1939. Han blev generalmajor i reserven 1941.
År 1926 invaldes Alin som ledamot i Kungliga Krigsvetenskapsakademien. Han blev kommendör av första klassen av Svärdsorden 1937.
Alin gifte sig 1906 med Ingrid Gunterberg (1885–1981). Makarna är begravda på Sventorps gamla kyrkogård.